# Montagne Noire
Montagne Noire („Černá hora“) je pohoří ve Francii. Nachází se v jihozápadní části Francouzského středohoří v regionu Okcitánie. Měří 35 km ze západu na východ a 25 km ze severu na jih, nejvyšší hora je Pic de Nore (1210 metrů nad mořem). Nachází se zde Parc naturel régional du Haut-Languedoc. Centrem regionu je město Mazamet, proslulé zpracováním ovčí vlny. Přehrada Lac de Saint-Ferréol napájí vodou Canal du Midi. V oblasti Montagne Noire nalezli útočiště poslední kataři, za druhé světové války zde bylo silné partyzánské hnutí.
Pohoří tvoří metamorfované horniny, rula a žula. Oblast byla od starověku proslulá těžbou kamene a kovů, v Salsigne fungoval do roku 2004 poslední zlatý důl ve Francii. V severní části rostou dubové, bukové a jedlové lesy, v jižní části se pěstuje olivovník evropský, kaštanovník setý a réva vinná. Turisté hojně navštěvují jeskyni Grotte de Limousis. Kopec La Serre je uznávanou stratigrafickou hranicí mezi devonem a karbonem.